# Jezioro Międzybrodzkie
Jezioro Międzybrodzkie (Międzybrodzki Zbiornik Wodny) – zbiornik zaporowy na rzece Sole, w województwie śląskim. Powstał w 1937, po wybudowaniu Zapory Porąbka.
Pojemność jeziora wynosi 26,6 mln m³ wody, powierzchnia 3,8 km². Długość jeziora – z północy na południe – wynosi ok. 5 km. Jezioro zostało utworzone w celu zabezpieczenia przeciwpowodziowego. Obecnie spełnia również funkcję rekreacyjną.
Zapora wodna typu ciężkiego znajduje się powyżej wsi Porąbka. Została zbudowana na podłożu skalnym według projektu prof. Gabriela Narutowicza i inż. Tadeusza Baeckera przez Société Franco-Polonaise Warszawa. Wysokość zapory wynosi 37 m, a jej długość 260 m. Przy zaporze znajduje się elektrownia wodna, tworząca kompleks wraz z elektrownią szczytowo-pompową, oddaną do użytku w 1979 na górze Żar.
Nad jeziorem zlokalizowane są dwie wsie letniskowe – Międzybrodzie Bialskie i Międzybrodzie Żywieckie.
W jeziorze żyje wiele gatunków ryb: szczupak, sandacz, karp, płoć, okoń, świnka, pstrąg, leszcz, jaź, kleń, sum.